# 富尔 (吉伦特省)
富尔（法語：Fours）是法国吉伦特省的一个市镇，属于布莱区（Blaye）布莱县（Blaye）。该市镇总面积4.64平方公里，2009年时的人口为286人。

## 人口
富尔人口变化图示